# Doktor Strange w multiwersum obłędu
Doktor Strange w multiwersum obłędu (oryg. Doctor Strange in the Multiverse of Madness) – amerykański fantastycznonaukowy film akcji na podstawie serii komiksów o superbohaterze o pseudonimie Doktor Strange wydawnictwa Marvel Comics. Za reżyserię odpowiadał Sam Raimi na podstawie scenariusza Michaela Waldrona. W tytułowej roli powrócił Benedict Cumberbatch, a obok niego w rolach głównych wystąpili: Elizabeth Olsen, Chiwetel Ejiofor, Benedict Wong, Xochitl Gomez, Michael Stuhlbarg i Rachel McAdams.
Doktor Strange w multiwersum obłędu wchodzi w skład IV Fazy Filmowego Uniwersum Marvela, jest on dwudziestym ósmym filmem należącym do tej franczyzy i stanowi część jej drugiego rozdziału zatytułowanego The Multiverse Saga. Jest on kontynuacją filmu Doktor Strange z 2016 roku. Światowa premiera filmu Doktor Strange w multiwersum obłędu miała miejsce 2 maja 2022 roku w Los Angeles. W Polsce zadebiutował on 6 maja tego samego roku. Doktor Strange w multiwersum obłędu przy budżecie szacowanym na 414,9 milionów dolarów zarobił prawie 960 milionów i otrzymał on pozytywne oceny od krytyków.

## Streszczenie fabuły
America Chavez i wersja Stephena Strange’a z innego świata są ścigani przez demona w przestrzeni pomiędzy uniwersami w poszukiwaniu Księgi Vishanti. Ten Strange zostaje zabity, a Chavez przypadkowo tworzy portal, który przenosi ją i jego ciało na Ziemię-616, gdzie wariant Strange’a z tego świata ratuje Chavez przed innym demonem z pomocą Najwyższego Czarodzieja, Wonga. Chavez wyjaśnia im, że demony polują na nią, ponieważ ma moc podróżowania przez multiwersum.
Strange konsultuje się z Wandą Maximoff w celu uzyskania pomocy, jednak uświadamia sobie, że to ona jest odpowiedzialna za te ataki. Po Darkhold i staniu się Szkarłatną Wiedźmą, Maximoff wierzy, że zdobycie mocy Chavez pozwoli jej ponownie połączyć się z Billym i Tommym, dziećmi, które stworzyła podczas jej pobytu w Westview. Kiedy Strange odmawia oddania jej Chavez, Maximoff atakuje Kamar-Taj, zabijając wielu czarowników. Chavez przypadkowo przenosi siebie i Strange’a do innego uniwersum, określanego jako Ziemia-838. W tym czasie Maximoff używa Darkhold i dzięki zaklęciu translokacji, przejmuje kontrolę nad swoim odpowiednikiem z Ziemi-838, który żyje na przedmieściach z własnym Billym i Tommym. Jedna z ocalałych czarodziejek poświęca się i niszczy Darkhold, przerywając zaklęcie Maximoff. Maximoff zmusza Wonga, aby zaprowadził ją na Górę Wundagore, źródła mocy Darkholdu, aby wznowić zaklęcie.
Szukając pomocy, Strange i Chavez natrafiają na Najwyższego Czarodzieja z Ziemi-838, Karla Mordo, który ich obezwładnia. Zostają uwięzieni w siedzibie Illuminati, a Strange zostaje zaprowadzony przed obliczę tej grupy składającej się z Mordo, Peggy Carter, Blackagara Boltagona, Marii Rambeau, Reeda Richardsa i Charlesa Xaviera. Wyjaśniają mu, że poprzez lekkomyślne użycie Darkhold w ich uniwersum podczas próby pokonania Thanosa, ich Strange wywołał kolizję niszczącą jeden ze światów. Po pokonaniu Thanosa, Iluminaci stracili swojego Strange’a, aby powstrzymać go przed wyrządzeniem większej szkody w przyszłości. Mordo wierzy, że Strange z Ziemi-616 jest równie niebezpieczny, ale Maximoff przywraca zaklęcie na Górze Wundagore i pojawia się w siedzibie w ciele swojego odpowiednika Ziemi-838, zanim Illuminaci zdążą wydać wyrok. Maximoff zabija wszystkich Illuminatów z wyjątkiem Mordo. Chavez i Strange uciekają z Ziemi-838 z pomocą wariantu Christine Palmer z Ziemi-838, pracującej jako naukowiec z Illuminati.
Strange, Chavez i Palmer wchodzą w przestrzeń pomiędzy uniwersami, aby zdobyć Księgę Vishanti, która jest antytezą Darkhold. Jednak pojawia się Maximoff i ją niszczy. Następnie przejmuje kontrolę nad umysłem Chavez i wysyła Strange’a i Palmer do zniszczonego kolizją świata. Strange pokonuje swojego odpowiednika ze zniszczonego uniwersum, który został skorumpowany przez Darkhold i używa księgi do translokacji. Wykorzystuje do tego celu ciało swojego zmarłego odpowiednika na Ziemi-616. Strange, z pomocą Wonga ratuje Chavez przed Maximoff i zachęca ją do korzystania ze swoich umiejętności. Chavez przenosi Maximoff na Ziemię-838, gdzie Billy i Tommy odsuwają się od niej ze strachu, płacząc za swoją prawdziwą matką. Zdając sobie sprawę z błędu, Maximoff ustępuje i używa swoich mocy, aby zniszczyć Górę Wundagore, jednocześnie niszcząc wszystkie kopie Darkhold w całym multiwerum. Chavez przywraca Strange’a i Palmer do swoich światów.
Po jakimś czasie Kamar-Taj zostaje odbudowane, a pozostali przy życiu czarodzieje kontynuują szkolenie. Dołącza do nich Chavez. U Strange’a rozwinęło się trzecie oko wskutek użycia Darkhold i zaklęcia translokacji. W scenie pomiędzy napisami do Strange’ podchodzi Clea, która ostrzega go, że jego działania wywołały kolizję, którą musi pomóc jej naprawić. Strange udaje się z nią do Mrocznego Wymiaru.

## Obsada
| Polski dubbing |
| - Michał Żebrowski jako Stephen Strange - Lidia Sadowa jako Wanda Maximoff / Szkarłatna Wiedźma - Przemysław Sadowski jako Karl Mordo - Michał Piela jako Wong - Adrianna Malecka jako America Chavez - Robert Majewski jako Nicodemus West - Kamilla Baar-Kochańska jako Christine Palmer |

- Benedict Cumberbatch jako Stephen Strange, były neurochirurg, który po ciężkim wypadku samochodowym odkrył świat magii i alternatywnych wymiarów[9]. Cumberbatch zagrał również alternatywne wersje Stephena Strange’a: Defender Strange, który zginął chroniąc Americę Chavez; Sinister Strange, który został skorumpowany przez Darkhold oraz Supreme Strange, Najwyższego Maga i założyciela Illuminati z Ziemi-838[10][11].
- Elizabeth Olsen jako Wanda Maximoff / Szkarłatna Wiedźma, była członkini Avengers, która potrafi posługiwać się magią chaosu, posiada też umiejętności hipnozy i telekinezy[12]. Olsen zagrała również alternatywną wersję Wandy z Ziemi-838[11].
- Chiwetel Ejiofor jako Karl Mordo, alternatywna wersja mistrza mistycznych sztuk z Ziemi-838, który jest członkiem Illuminati i Najwyższym Czarodziejem[13][14].
- Benedict Wong jako Wong, Najwyższy Czarodziej i sojusznik Strange’a[9][15].
- Xochitl Gomez jako America Chavez, nastolatka z innej Ziemi, która potrafi podróżować pomiędzy wymiarami[16].
- Michael Stuhlbarg jako Nicodemus West, chirurg i były kolega z pracy Strange’a[17].
- Rachel McAdams jako Christine Palmer, chirurg, koleżanka Strange’a z byłej pracy, z którą się spotykał[18]. McAdams zagrała również alternatywną wersję postaci z Ziemi-838, która pracuje w Fundacji Baxtera[11].

W filmie ponadto wystąpili: Chess Lopez i Ruth Livier jako Amalia i Elena Chavez, matki Americi; Ako Mitchell jako Charlie, mąż Christine Palmer; Adam Hugill jako Rintrah, uczeń w Kamar-Taj oraz Topo Wresniwiro jako Hamir i Sheila Atim jako Sara Wolfe, mistrzowie mistycznych sztuk. Wresniwiro powtórzył swoją rolę z filmu Doktor Strange (2016). Jett Klyne i Julian Hilliard pojawili się jako Tommy i Billy Maximoff, synowie Wandy z Ziemi-838; powtórzyli oni swoje role z serialu WandaVision.
Członków Illuminati na Ziemi-838 zagrali: Patrick Stewart jako Charles Xavier / Profesor X, zagrał on tę postać w serii filmów X-Men, niebędących częścią MCU; Hayley Atwell jako Peggy Carter / Kapitan Carter, udzieliła ona wcześniej głosu animowanej wersji tej postaci w serialu A gdyby…? i grała inną wersję w głównej linii czasowej; Lashana Lynch jako Maria Rambeau / Kapitan Marvel, wystąpiła ona wcześniej w filmie Kapitan Marvel (2019) jako inna wersja postaci; Anson Mount jako Blackagar Boltagon / Black Bolt, zagrał on wcześniej tę postać w serialu Inhumans (2017) oraz John Krasinski jako Reed Richards / Mister Fantastic.
W rolach cameo wystąpili: Charlize Theron jako Clea w scenie pomiędzy napisami; scenarzysta filmu, Michael Waldron jako drużba Charliego; Bruce Campbell jako uliczny sprzedawca jedzenia z Ziemi-838 oraz Ross Marquand jako głos botów Ultrona z Ziemi-838, użyczył on wcześniej głosu alternatywnej wersji Ultrona w serialu animowanym A gdyby…?.

## Produkcja

### Rozwój projektu

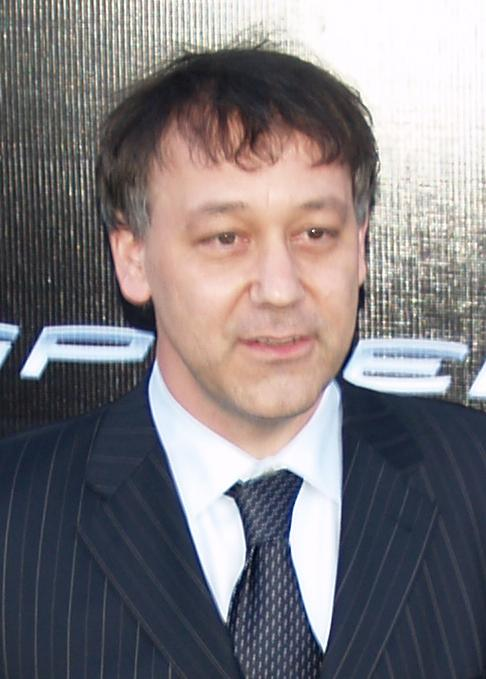
Sam Raimi, reżyser filmu

W październiku 2016 roku Scott Derrickson poinformował, że ma pomysł na sequel. Reżyser planował, aby złoczyńcą w tym filmie został Nightmare. Chciał on również rozbudować historię Jonathana Pangborna i Hamira, postaci, które zostały przedstawione w pierwszym filmie. Współscenarzysta pierwszej części, Jon Spaihts chciał, aby w kontynuacji pojawiła się Clea.
W grudniu 2018 roku poinformowano, że Derrickson powróci na stanowisku reżysera. Film Doctor Strange in the Multiverse of Madness został oficjalnie zapowiedziany w lipcu 2019 roku przez Kevina Feigego i Derricksona na panelu Marvel Studios podczas San Diego Comic-Conu. Ujawniono wtedy jego amerykańską datę premiery – maj 2021 roku. Feige poinformował również, że seriale WandaVision i Loki będą bezpośrednio nawiązywać do filmu.
W październiku tego samego roku Jade Bartlett została zatrudniona do napisania scenariusza. W styczniu 2020 roku ujawniono, że Derrickson zrezygnował ze stanowiska reżysera. Pozostał on jednak na stanowisku producenta wykonawczego. W lutym ujawniono, że Sam Raimi rozpoczął negocjacje ze studiem jako reżyser filmu. W tym samym miesiącu studio zatrudniło Michaela Waldrona do pracy nad scenariuszem. W marcu prace przedprodukcyjne nad filmem zostały wstrzymane wskutek pandemii COVID-19. W kwietniu Raimi potwierdził, że zajmie się reżyserią filmu. Przesunięta została wtedy również data premiery filmu wskutek pandemii na listopad tego samego roku. Jeszcze w tym samym miesiącu ponownie została przesunięta na marzec 2022 roku. W październiku Benedict Cumberbatch poinformował, że przedprodukcja została wznowiona, a zdjęcia mają rozpocząć się pod koniec roku. W październiku 2021 roku przesunięto ponownie datę premiery na 6 maja. Pod koniec kwietnia 2022 roku ujawniono, że w filmie pojawi się grupa Illuminati. W lipcu 2022 roku wyjawiono, że film będzie wchodził w skład The Multiverse Saga.

### Casting
W październiku ujawniono, że Benedict Cumberbatch ma kontrakt na przynajmniej jeszcze jeden solowy film. W grudniu 2018 roku potwierdzono, że powróci on w tytułowej roli. Poinformowano wtedy również, że Benedict Wong jako Wong i Rachel McAdams jako Christine Palmer mają powtórzyć swoje role z pierwszego filmu. W lipcu 2019 roku ujawniono, że Elizabeth Olsen zagra ponownie Wandę Maximoff.
W lutym 2020 roku poinformowano, że Chiwetel Ejiofor prawdopodobnie powróci jako Karl Mordo. Ujawniono też, że McAdams jednak nie powtórzy swojej roli. W czerwcu Ejiofor potwierdził, że zagra w filmie. W październiku Xochitl Gomez dołączyła do obsady. W grudniu poinformowano, że McAdams jednak powróci w filmie oraz że Gomez zagra Americę Chavez.
W lutym 2021 roku pojawiła się informacja, że Adam Hugill zagra Rintrah. W kwietniu Jett Klyne i Julian Hilliard, którzy zagrali synów Wandy w serialu WandaVision, zostali zauważeni w okolicach planu zdjęciowego w hrabstwie Somerset. W grudniu ujawniono, że Michael Stuhlbarg powtórzy rolę Nicodemusa Westa z pierwszej części. W lutym 2022 roku komentatorzy zwrócili uwagę, że w drugim zwiastunie słychać głos Patricka Stewarta, co sam aktor potwierdził pod koniec miesiąca. Stewart zagrał Charlesa Xaviera / Profesora X w serii filmów X-Men, niebędącej częścią MCU, a od września 2021 roku pojawiały się nieoficjalne doniesienia, że ma on powtórzyć tę rolę w filmie. Ten sam zwiastun ujawnił również, że Topo Wresniwiro powróci jako Hamir. W kwietniu potwierdzono udział Klyne’a i Hilliarda.
Produkcja i materiały promocyjne filmu wzbudziły wiele plotek i spekulacji. Według nich swoje role z poprzednich produkcji franczyzy miały powtórzyć: Hayley Atwell jako Peggy Carter oraz Lashana Lynch jako Maria Rambeau. Ostatecznie Atwell zagrała w filmie Kapitan Carter, która przedstawiona została w serialu A gdyby…?, Lynch alternatywną wersję Kapitan Marvel, a Stewart ponownie wcielił się Charlesa Xaviera. Po premierze filmu okazało się również, że Anson Mount wystąpił jako Black Bolt, powtarzając rolę z serialu Inhumans (2017), a John Krasinski został obsadzony jako Reed Richards / Mister Fantastic. Scenarzysta Michael Waldron ujawnił również, że pojawił się pomysł obsadzenia Toma Cruise’a jako alternatywnej wersji Iron Mana, lecz aktor był zajęty kręceniem Mission: Impossible – Dead Reckoning oraz Mission: Impossible – The Final Reckoning.

### Zdjęcia i postprodukcja
Początkowo prace na planie miały się rozpocząć w maju 2020 roku, jednak wskutek pandemii COVID-19 zostały one przesunięte. Zdjęcia do filmu rozpoczęły się w listopadzie 2020 roku w Londynie pod roboczym tytułem Stellar Vortex. Pod koniec października rząd Brytyjski zapowiedział kolejne zamknięcie gospodarki Anglii spowodowane pandemią, jednak nie miało ono wpływu na rozpoczęcie produkcji. Elizabeth Olsen rozpoczęła prace na planie pod koniec listopada, równocześnie uczestniczyła w dodatkowych zdjęciach do serialu WandaVision. W grudniu produkcja przeniosła się do Longcross Studios w hrabstwie Surrey. W tym samym miesiącu, po zakończeniu swoich zdjęć do Spider-Man: Bez drogi do domu, Benedict Cumberbatch rozpoczął prace na planie. Na początku stycznia 2021 roku produkcja filmu została wstrzymana wskutek wzrostu liczby przypadków COVID-19 w Wielkiej Brytanii. Prace na planie wznowiono w połowie marca. W tym czasie realizowano zdjęcia ponownie w Londynie. W kwietniu nakręcone zostały sceny w hrabstwie Somerset. Główne prace na planie filmu zakończono jeszcze w tym samym miesiącu. Za zdjęcia odpowiada John Mathieson. Scenografię przygotował Charles Wood, a nad kostiumami pracował Graham Churchyard.
Montażem zajęli się Bob Murawski i Tia Nolan. Cześć dodatkowych zdjęć do filmu została zrealizowana do połowy września 2021 roku. Kolejne zostały zaplanowane na listopad i grudzień na 6 tygodni w Los Angeles. Produkcja filmu musiała nakręcić sceny, których nie mogła zrealizować wcześniej z powodu dostępności aktorów i pandemii. Kręcenie dodatkowych zdjęć zakończono 8 stycznia 2022 roku. Efekty specjale zostały stworzone przez studia produkcyjne: Capital T, Digital Domain, Framestore, Industrial Light & Magic, Sony Pictures Imageworks, Luma Pictures, Weta Digital, Trixter, Crafty Apes i Perception, a odpowiadał za nie Janek Sirrs.

## Muzyka
W październiku 2019 roku poinformowano, że Michael Giacchino ma skomponować muzykę do filmu. W lutym 2021 roku ujawniono, że jego miejsce zajął Danny Elfman. Nagrania ścieżki dźwiękowej odbyły się w styczniu 2022 roku w Abbey Road Studios w Londynie. Album z muzyką Elfmana, Doctor Strange in the Multiverse of Madness Original Motion Picture Soundtrack, został wydany 4 maja 2022 roku przez Hollywood Records.
| Doctor Strange in the Multiverse of Madness Original Motion Picture Soundtrack – 2022 | Doctor Strange in the Multiverse of Madness Original Motion Picture Soundtrack – 2022 | Doctor Strange in the Multiverse of Madness Original Motion Picture Soundtrack – 2022 | Doctor Strange in the Multiverse of Madness Original Motion Picture Soundtrack – 2022 |
| Nr                                                                                    | Tytuł utworu                                                                          | Autor                                                                                 | Długość                                                                               |
| ------------------------------------------------------------------------------------- | ------------------------------------------------------------------------------------- | ------------------------------------------------------------------------------------- | ------------------------------------------------------------------------------------- |
| 1.                                                                                    | „Multiverse of Madness”                                                               | D. Elfman                                                                             | 2:37                                                                                  |
| 2.                                                                                    | „On the Run”                                                                          | D. Elfman                                                                             | 2:17                                                                                  |
| 3.                                                                                    | „Strange Awakens”                                                                     | D. Elfman                                                                             | 0:47                                                                                  |
| 4.                                                                                    | „The Apple Orchard”                                                                   | D. Elfman                                                                             | 3:18                                                                                  |
| 5.                                                                                    | „Are You Happy”                                                                       | D. Elfman                                                                             | 1:08                                                                                  |
| 6.                                                                                    | „Gargantos”                                                                           | D. Elfman                                                                             | 2:50                                                                                  |
| 7.                                                                                    | „Journey with Wong”                                                                   | D. Elfman                                                                             | 1:44                                                                                  |
| 8.                                                                                    | „Home?”                                                                               | D. Elfman                                                                             | 4:08                                                                                  |
| 9.                                                                                    | „Strange Statue”                                                                      | D. Elfman                                                                             | 1:43                                                                                  |
| 10.                                                                                   | „The Decision Is Made”                                                                | D. Elfman                                                                             | 1:14                                                                                  |
| 11.                                                                                   | „A Cup of Tea”                                                                        | D. Elfman                                                                             | 3:58                                                                                  |
| 12.                                                                                   | „Discovering America”                                                                 | D. Elfman                                                                             | 0:47                                                                                  |
| 13.                                                                                   | „Grab My Hand”                                                                        | D. Elfman                                                                             | 1:14                                                                                  |
| 14.                                                                                   | „Battle Time”                                                                         | D. Elfman                                                                             | 3:11                                                                                  |
| 15.                                                                                   | „Not a Monster”                                                                       | D. Elfman                                                                             | 2:38                                                                                  |
| 16.                                                                                   | „Forbidden Ground”                                                                    | D. Elfman                                                                             | 2:29                                                                                  |
| 17.                                                                                   | „Tribunal”                                                                            | D. Elfman                                                                             | 2:13                                                                                  |
| 18.                                                                                   | „They’re Not Coming Back”                                                             | D. Elfman                                                                             | 1:00                                                                                  |
| 19.                                                                                   | „Stranger Things Will Happen”                                                         | D. Elfman                                                                             | 2:56                                                                                  |
| 20.                                                                                   | „Buying Time”                                                                         | D. Elfman                                                                             | 3:39                                                                                  |
| 21.                                                                                   | „Book of Vishanti”                                                                    | D. Elfman                                                                             | 2:45                                                                                  |
| 22.                                                                                   | „Looking for Strange”                                                                 | D. Elfman                                                                             | 1:38                                                                                  |
| 23.                                                                                   | „Strange Talk”                                                                        | D. Elfman                                                                             | 3:32                                                                                  |
| 24.                                                                                   | „Lethal Symphonies”                                                                   | D. Elfman                                                                             | 1:48                                                                                  |
| 25.                                                                                   | „Getting Through”                                                                     | D. Elfman                                                                             | 5:34                                                                                  |
| 26.                                                                                   | „Only Way”                                                                            | D. Elfman                                                                             | 2:51                                                                                  |
| 27.                                                                                   | „Trust Your Power”                                                                    | D. Elfman                                                                             | 2:54                                                                                  |
| 28.                                                                                   | „They’ll Be Loved”                                                                    | D. Elfman                                                                             | 3:59                                                                                  |
| 29.                                                                                   | „Farewell”                                                                            | D. Elfman                                                                             | 2:29                                                                                  |
| 30.                                                                                   | „An Interesting Question”                                                             | D. Elfman                                                                             | 3:13                                                                                  |
| 31.                                                                                   | „Main Titles”                                                                         | D. Elfman                                                                             | 2:36                                                                                  |
| 32.                                                                                   | „An Unexpected Visitor”                                                               | D. Elfman                                                                             | 0:32                                                                                  |
|                                                                                       |                                                                                       |                                                                                       | 1:19:42                                                                               |

## Promocja

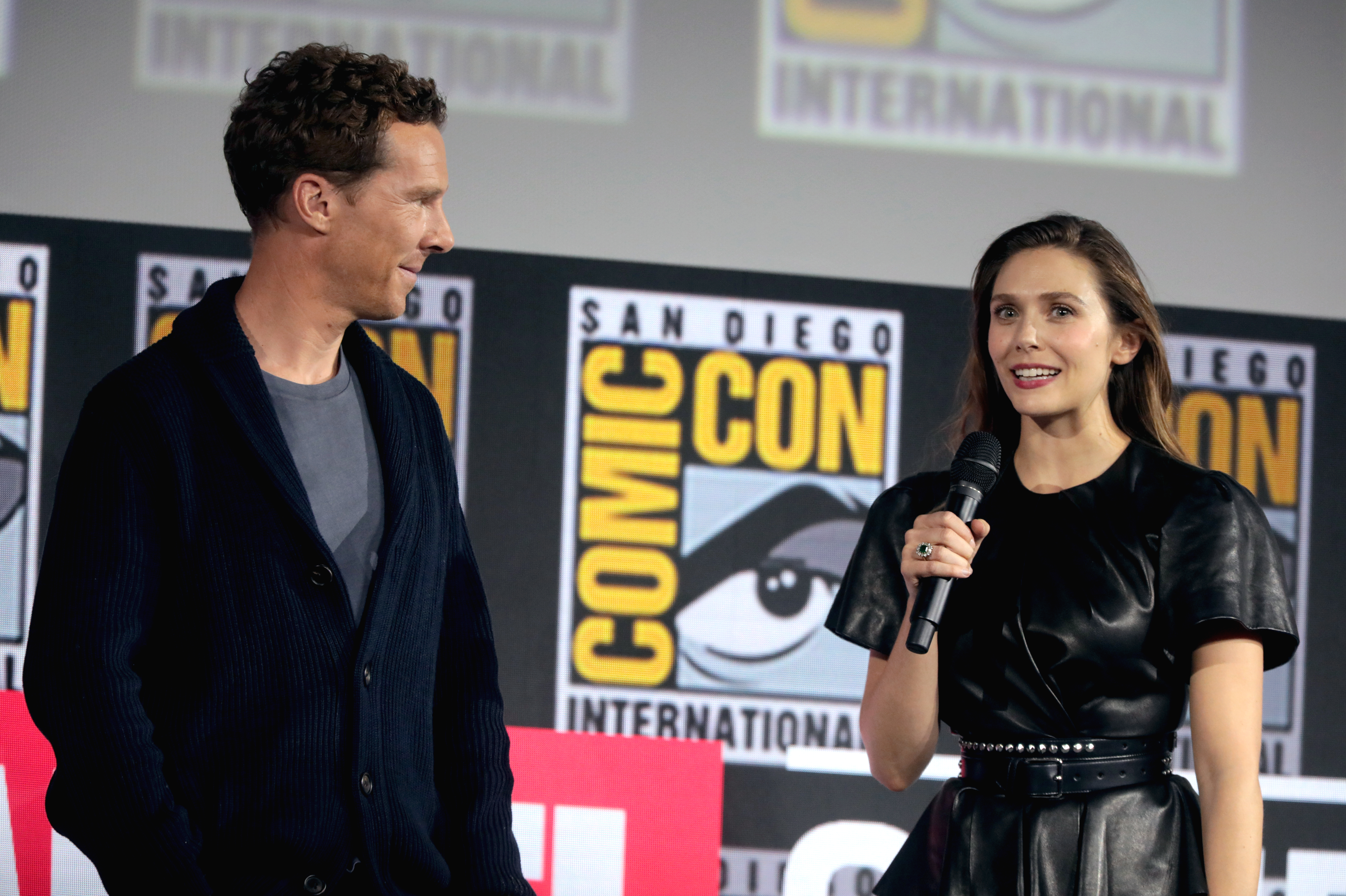
Benedict Cumberbatch i Elizabeth Olsen podczas San Diego Comic-Conu w 2019 roku

W lipcu 2019 roku Benedict Cumberbatch i Elizabeth Olsen pojawili się na panelu Marvel Studios na San Diego Comic-Conie, podczas którego zapowiedziano film. Pierwszy zwiastun pojawił się w scenie po napisach końcowych filmu Spider-Man: Bez drogi do domu. 22 grudnia 2021 roku został on udostępniony w internecie. 13 lutego 2022 roku zaprezentowano spot filmu podczas Super Bowl LVI, który poprzedził pełny zwiastun udostępniony w sieci. Został on obejrzany ponad 93 miliony razy w ciągu 24 godzin.

## Wydanie
Światowa premiera filmu Doktor Strange w multiwersum obłędu miała miejsce 2 maja 2022 roku w Los Angeles. W wydarzeniu tym mają uczestniczyć obsada i ekipa produkcyjna filmu oraz zaproszeni goście. Premierze tej towarzyszył czerwony dywan oraz szereg konferencji prasowych.
W Stanach Zjednoczonych i w Polsce film zadebiutował dla szerszej publiczności 6 maja. Początkowo amerykańska premiera była zaplanowana na 7 maja 2021 roku, jednak wskutek pandemii COVID-19 studio zdecydowało się ją trzykrotnie przesunąć: na listopad 2021, na marzec 2022 i na maj 2022.

## Odbiór

### Box office
Doktor Strange w multiwersum obłędu mając budżet szacowany na 414,9 milionów dolarów, zarobił w weekend otwarcia ponad 450 milionów dolarów, z czego w Stanach Zjednoczonych i Kanadzie uzyskał ponad 185 milionów. W sumie film zarobił prawie 960 milionów dolarów.

### Krytyka w mediach
Film spotkał się z przeważnie pozytywną reakcją krytyków. W serwisie Rotten Tomatoes 74% z 449 recenzji uznano za pozytywne, a średnia ocen wystawionych na ich podstawie wyniosła 6,5/10. Na portalu Metacritic średnia ważona ocen z 65 recenzji wyniosła 60 punktów na 100. Natomiast według serwisu CinemaScore, zajmującego się mierzeniem atrakcyjności filmów w Stanach Zjednoczonych, publiczność przyznała mu ocenę B+ w skali od F do A+.
Richard Roeper z „Chicago Sun-Times” stwierdził, że Doktor Strange w multiwersum obłędu „to jeden z dziwniejszych filmów Marvela”. Leah Greenblatt z „Entertainment Weekly” napisała, że „nawet do ostatnich obowiązkowych scen po napisach Raimi wykuł własną dziwną, lekceważącą magię, metodę w szaleństwie”. Dan Jolin z „Empire Magazine” ocenił, że jest to „najbardziej obłąkany i pełen energii film Marvela, w równym stopniu zwycięski powrót reżysera Sama Raimiego”. Mick LaSalle z „San Francisco Chronicle” stwierdził, że „najwyraźniej ci superbohaterowie nigdy nie odejdą... Jednak jeśli wszystkie filmy Marvela będą tak inteligentne jak Doktor Strange w multiwersum obłędu, nie ma to znaczenia”. Justin Chang z „Los Angeles Times” uznał, że „Raimi znalazł w tym sequelu zaskakująco przychylne narzędzie dla swojej ekstatycznej miłości do tworzenia horrorów”; pochwalił również muzykę Danny’ego Elfmana. John DeFore z „The Hollywood Reporter” napisał, że „choć pod pewnymi względami niesatysfakcjonujący, film jest wystarczająco zabawny, aby życzyć sobie portalu do wariantu wszechświata, w którym filmy Marvela spędzały więcej czasu na wykorzystywaniu własnych mocnych stron, a mniej na próbach skłonienia cię do kolejnych filmów Marvela”. Owen Gleiberman z „Variety” ocenił, że „Doktor Strange w multiwersum obłędu to przejażdżka, intelektualne doświadczenie, horror CGI, łamigłówka Marvela w rzeczywistości, a chwilami trochę gehenny. To trochę wciągający bałagan, ale bałagan mimo wszystko”. Krytycznie na temat filmu wypowiedział się Johnny Oleksinski z „New York Post” stwierdzając, że „film tak niekompetentny jak Doctor Strange 2 mógł wynikać tylko z tego, że producenci byli zbyt zajęci, aby faktycznie przeczytać scenariusz. Każdy, kto uważa, że ta historia ma trochę sensu, prawdopodobnie jest członkiem rodziny scenarzysty Michaela Waldrona”. Natomiast Michael O’Sullivan z „The Washington Post” napisał, że „możesz czuć się tak, jakbyś, podobnie jak Stephen, miał zły sen: jakbyś biegał za czymś, czego po prostu nie masz wystarczająco dużo informacji, aby w pełni zrozumieć”.
Norbert Zaskórski z NaEkranie.pl ocenił, że „Doktor Strange w multiwersum obłędu to powiew świeżości w MCU. W pierwszym akcie nie byłem jeszcze do niego przekonany, jednak później było tylko ciekawiej. Dostajemy świetne wykorzystanie fanserwisu i bardzo dobrze napisane postacie. Scarlet Witch jako czarny charakter jest genialna”. Radosław Krajewski z gram.pl napisał, że „ostatecznie wyszło lepiej, niż można było przewidzieć, pomimo kilku poważnych wad”. Paweł Piotrowicz z Onet.pl uznał, że film jest „szalony, dziki, makabryczny, momentami dziwny, pędzący bez opamiętania, czasem głupkowaty, ale nie zawsze zabawny w oczywisty sposób [...] zachowuje najważniejsze atrybuty, jednocześnie korzysta z faktu, że wziął się za niego Sam Raimi, jeden z największych speców od horrorów – w jego rękach kolejny odcinek Filmowego Uniwersum Marvela staje się niemal kinem autorskim”. Mateusz Zaczyk z Filmożerców ocenił, że „to bez wątpienia jedno z oryginalniejszych dokonań w dotychczasowym dorobku Marvela i to głównie za sprawą wyrazistej stylistyki jego reżysera, który potrafił dostosować swój indywidualny charakter do nakreślonych ram filmowego uniwersum”. Przeciwnego zdania był Wojtek Smoła z IGN Polska, który stwierdził, że „kontynuacja losów Doktora Strange’a to jeden z największych kinowych zawodów tego roku. Mimo iż jest to seans, która z braku laku można obejrzeć, to źle poprowadzone wątki i błędnie napisane postacie sprawiają, że po seansie zostaje niesmak”.

### Nagrody i nominacje
| Rok  | Ceremonia                                 | Kategoria                                                 | Nominowani                                                                          | Rezultat  | Przypis         |
| ---- | ----------------------------------------- | --------------------------------------------------------- | ----------------------------------------------------------------------------------- | --------- | --------------- |
| 2022 | Dragon Awards                             | Najlepszy film fantastycznonaukowy / fantasy              | Doktor Strange w multiwersum obłędu                                                 | Nominacja | [ 101 ]         |
| 2022 | Saturn Awards                             | Najlepszy film superbohaterski                            | Doktor Strange w multiwersum obłędu                                                 | Nominacja | [ 102 ] [ 103 ] |
| 2022 | Saturn Awards                             | Najlepszy aktor drugoplanowy                              | Benedict Wong                                                                       | Nominacja | [ 102 ] [ 103 ] |
| 2022 | Saturn Awards                             | Najlepsza muzyka                                          | Danny Elfman                                                                        | Wygrana   | [ 102 ] [ 103 ] |
| 2022 | Saturn Awards                             | Najlepsze efekty specjalne                                | Jorundur Rafn Arnarson, Erik Winquist, Joe Letteri                                  | Nominacja | [ 102 ] [ 103 ] |
| 2022 | Hollywood Music in Media Awards           | Najlepsza ścieżka dźwiękowa w filmie fantastycznonaukowym | Danny Elfman                                                                        | Wygrana   | [ 104 ] [ 105 ] |
| 2022 | Hollywood Music in Media Awards           | Najlepszy kierownik muzyczny w filmie                     | Dave Jordan                                                                         | Nominacja | [ 104 ] [ 105 ] |
| 2022 | Hollywood Professional Association Awards | Najlepsze efekty specjalne w filmie kinowym               | Julian Foddy, Jan Maroske, Koen Hofmeester, Sally Wilson, John Seru                 | Wygrana   | [ 106 ]         |
| 2022 | Hollywood Professional Association Awards | Najlepsze efekty specjalne w filmie kinowym               | Joel Behrens, Alexandre Millet, Kazuki Takahashi, Juan Pablo Allgeier, Bryan Smeall | Nominacja | [ 106 ]         |
| 2022 | People’s Choice Awards                    | Ulubiony film                                             | Doktor Strange w multiwersum obłędu                                                 | Wygrana   | [ 107 ]         |
| 2022 | People’s Choice Awards                    | Ulubiony film akcji                                       | Doktor Strange w multiwersum obłędu                                                 | Nominacja | [ 107 ]         |
| 2022 | People’s Choice Awards                    | Ulubiona aktorka filmowa                                  | Elizabeth Olsen                                                                     | Wygrana   | [ 107 ]         |
| 2022 | People’s Choice Awards                    | Ulubiona gwiazda kina akcji                               | Elizabeth Olsen                                                                     | Wygrana   | [ 107 ]         |
| 2022 | Las Vegas Film Critics Society Awards     | Najlepszy występ młodej aktorki                           | Xochitl Gomez                                                                       | Nominacja | [ 108 ]         |
| 2022 | Florida Film Critics Circle Awards        | Najlepsze efekty specjalne                                | Doktor Strange w multiwersum obłędu                                                 | Nominacja | [ 109 ]         |
| 2023 | San Diego Film Critics Society Awards     | Najlepsze efekty specjalne                                | Doktor Strange w multiwersum obłędu                                                 | Nominacja | [ 110 ]         |
| 2023 | Hawaii Film Critics Society Awards        | Najlepsza adaptacja komiksu                               | Doktor Strange w multiwersum obłędu                                                 | Nominacja | [ 111 ]         |
| 2023 | Portland Critics Association Awards       | Najlepsze efekty specjalne                                | Doktor Strange w multiwersum obłędu                                                 | Nominacja | [ 112 ]         |
| 2023 | Grammy Awards                             | Najlepsza aranżacja instrumentalna lub a cappella         | Danny Elfman                                                                        | Nominacja | [ 113 ]         |
| 2023 | Critics Choice Super Awards               | Najlepszy film superbohaterski                            | Doktor Strange w multiwersum obłędu                                                 | Nominacja | [ 114 ]         |
| 2023 | Critics Choice Super Awards               | Najlepszy aktor w filmie o superbohaterach                | Benedict Cumberbatch                                                                | Nominacja | [ 114 ]         |
| 2023 | Critics Choice Super Awards               | Najlepsza aktorka w filmie o superbohaterach              | Elizabeth Olsen                                                                     | Nominacja | [ 114 ]         |
| 2023 | Critics Choice Super Awards               | Najlepszy czarny charakter w filmie                       | Elizabeth Olsen                                                                     | Nominacja | [ 114 ]         |
| 2023 | Kids’ Choice Awards                       | Ulubiona aktorka filmowa                                  | Elizabeth Olsen                                                                     | Nominacja | [ 115 ]         |